# Sommer-Paralympics 2008/Teilnehmer (Litauen)
| stlisierte Goldmedaille | stlisierte Silbermedaille | stlisierte Bronzemedaille |
| ----------------------- | ------------------------- | ------------------------- |
| —                       | 2                         | —                         |

Litauen nahm mit 27 Sportlern an den Sommer-Paralympics 2008 im chinesischen Peking teil.
Fahnenträger bei der Eröffnungsfeier war der Leichtathlet Rolandas Urbonas. Die beiden einzigen Medaillen, jeweils Silber, gewannen die Leichtathletin Aldona Grigaliuniene und die Goalball-Mannschaft der Männer.

## Teilnehmer nach Sportarten

### Goalball
| Männer (Silber ) |
| --- |
| - Arvydas Juchna - Saulius Leonavicius - Nerijus Montvydas - Genrik Pavliukianek - Zydrunas Simkus - Marius Zibolis (Kapitän) |

### Judo
Männer
- Jonas Stoskus

### Leichtathletik
Frauen
- Ramune Adomaitiene
- Aldona Grigaliuniene, 1×  (Kugelstoßen, Klasse F37/38)
- Irena Perminiene
- Dangute Skeriene

Männer
- Linas Balsys
- Aurimas Skinulis
- Algirdas Tatulis
- Rolandas Urbonas

### Schwimmen
Männer
- Andrius Bickauskas
- Kestutis Skucas

### Sitzvolleyball
| Frauen |
| --- |
| - Malda Baumgarte - Liudmila Budiniene - Ruta Cvirkiene - Virginija Dmitrijeva - Rita Latauskaite - Karolina Lingyte - Neringa Susinskyte - Jolita Urbutiene - Jurate Verbuviene - Virginija Zilyte |